# Nakadžima Ki-115
Nakadžima Ki-115 Curugi (japonský meč) byl japonský jednomotorový sebevražedný dolnoplošník smíšené konstrukce s odhazovatelným podvozkem ostruhového typu.

## Vznik
Dne 20. února 1945 zadal Generální štáb Japonské císařské armády společnosti Nakadžima požadavek na levný a snadno vyrobitelný letoun, určený již od počátku k sebevražedným misím Kamikaze. Jednomístný stroj měl unést jednu pumu střední ráže (BU-25, BU-50, nebo BU-80) polozapuštěnou ve vybrání pod trupem, jako pohonná jednotka připadaly v úvahu různé typy hvězdicových motorů, instalovaných podle místních podmínek. Z cestovní rychlosti 340 km/h ve vodorovném letu měl stroj akcelerovat až na 515 km/h, přičemž jeho konstrukce měla vydržet dynamické namáhání během střemhlavého letu.
Projektové práce byly svěřeny Výzkumnému ústavu v Mitace, se kterým spolupracovala jedna z firem koncernu Nakadžima, Ota Seisakudžo K. K.

## Vývoj
Prototyp Ki-115.01 byl dokončen v březnu 1945 a ihned byl zařazen do letových testů. Na univerzální lože motoru byl instalován dvouhvězdicový čtrnáctiválec Nakadžima Ha-115-II se vzletovým výkonem 843 kW. Od června byl prototyp vybaven odpružením podvozku a jednoduchými plovoucími vztlakovými klapkami. Po těchto úpravách bylo rozhodnuto o sériové výrobě pod označením Ki-115a Curugi.
O stroj Ki-115 projevil zájem také Generální štáb letectva japonského císařského námořnictva, který u Nakadžimy objednal některé úpravy směřující ke zlepšení letových vlastností a výkonů. Letoun pojmenovaný Toka měla připravit firma Šówa Hikóki K. K., která od Nakadžimy obdržela sady dokumentací a dva exempláře Ki-115a určené k přestavbě.
Vývoj Toky i náběh hromadné výroby Ki-115a ukončila kapitulace Japonska. Žádný ze 104 vyrobených Curugi nebyl bojově nasazen.

## Specifikace

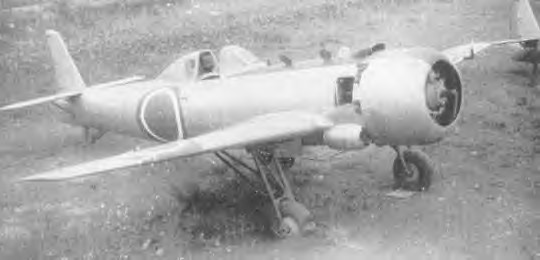
Ki-115a s odstraněnou třílistou kovovou vrtulí na poválečném snímku

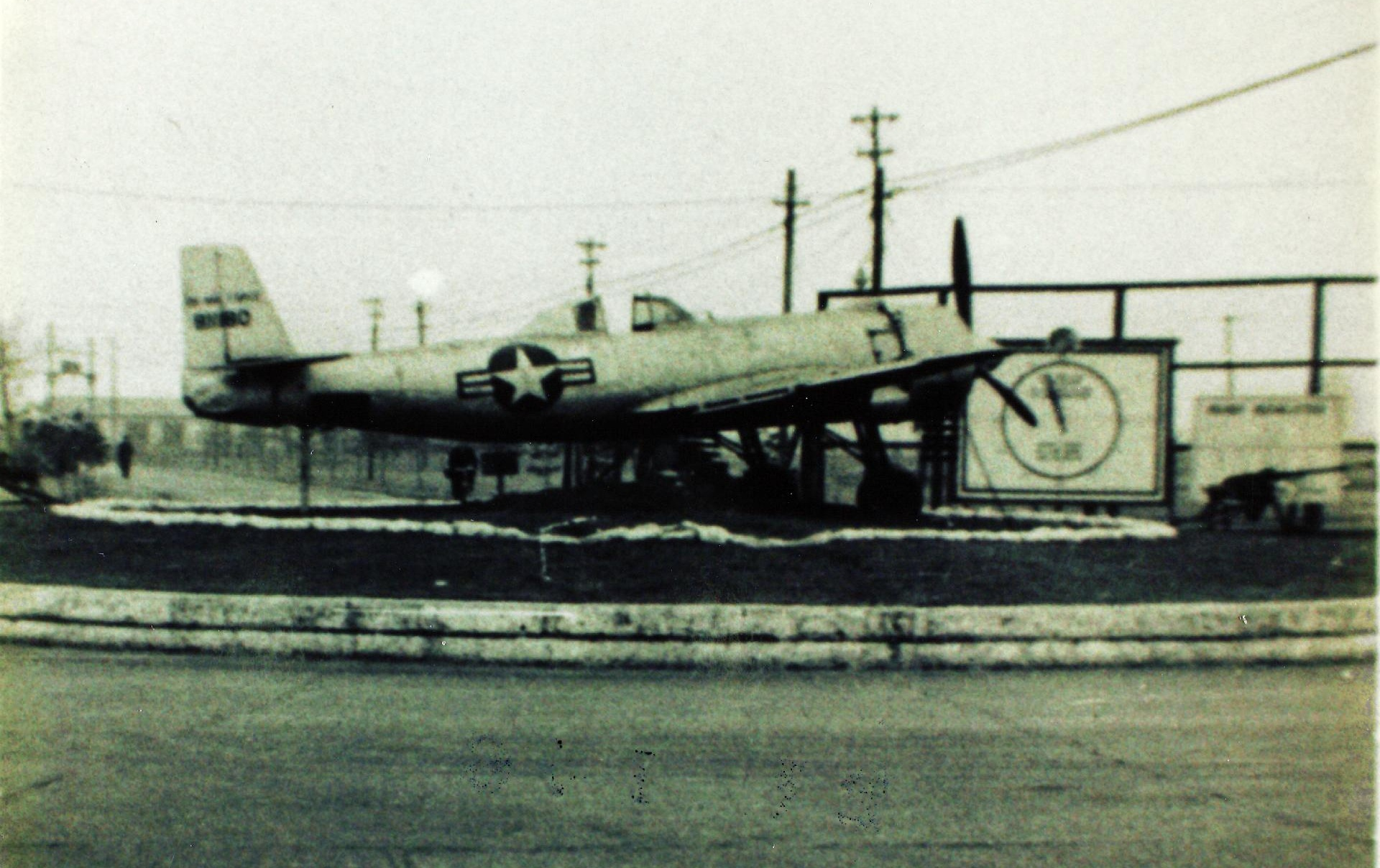
Ki-115

Údaje dle

### Technické údaje
- Osádka:
- Rozpětí: 8,57 m
- Délka: 8,55 m
- Výška: 3,30 m
- Nosná plocha: 12,40 m²
- Prázdná hmotnost: 1640 kg
- Vzletová hmotnost: 2630 kg
- Maximální vzletová hmotnost: 2930 kg
- Pohonná jednotka:

### Výkony
- Maximální rychlost ve výšce 2800 m: 550 km/h
- Cestovní rychlost ve výšce 3000 m: 300 km/h
- Praktický dostup: 6500 m
- Dolet: 1200 km